# Saison 5 de Blacklist
Chronologie
Saison 4 Saison 6
Cet article présente le guide des épisodes de la cinquième saison de la série télévisée américaine Blacklist.

## Généralités
Le 20 juin 2017, NBC a renouvelé la série pour une cinquième saison, diffusée le mercredi soir à 20 h.
Initialement prévue le 4 octobre 2017, la chaîne a changé la date pour une diffusion le 27 septembre 2017 et a pris la case horaire du mercredi à 20 h juste avant New York, unité spéciale.
Elle est diffusée en France en deuxième partie de soirée sur TF1 du 12 septembre 2018, au 25 octobre 2018. Au Québec sur TVA à partir du 21 septembre 2018. En Belgique, la cinquième saison est diffusée à partir du 17 octobre 2019 sur Club RTL.

## Synopsis
Raymond « Red » Reddington, l’un des fugitifs les plus recherchés par le FBI, travaille en collaboration avec ces derniers et Elizabeth Keen, une profileuse inexpérimentée, pour faire tomber des criminels issus de la "liste noire", une liste de criminels et terroristes qu'il croit introuvables par le FBI.
Après avoir vu son empire détruit par Mr Kaplan, Raymond Reddington s'adjoint les services d'Elizabeth Keen, qui a découvert qu'il est son père, et l'unité spéciale du FBI pour le reconstruire afin d'être en position de force et influent aux yeux de l'agence. Ressler se retrouve sous la coupe d'Henry Prescott, qui lui demande de s'occuper de sales besognes. Se retrouvant en possession d'une valise déterrée par Kaplan contenant des ossements, Tom se met en quête de les identifier à ses risques et périls.

## Distribution

### Acteurs principaux
- James Spader (VF : Pierre-François Pistorio) : Raymond « Red » Reddington
- Megan Boone (VF : Laura Blanc) : Elizabeth Keen, profileuse du FBI et membre de la Task Force
- Diego Klattenhoff (VF : Alexandre Gillet) : Donald Ressler, Agent du FBI et membre de la Task Force
- Ryan Eggold (VF : Patrick Mancini) : Tom Keen (épisodes 1 à 8, invité épisode 22)
- Harry Lennix (VF : Thierry Desroses) : Harold Cooper, directeur adjoint du FBI à l'antiterrorisme et directeur de la Task Force
- Amir Arison (VF : Laurent Larcher) : Aram Mojtabai, informaticien du FBI et membre de la Task Force
- Mozhan Marnò (VF : Anne Dolan) : Samar Navabi, agent du Mossad et membre de la Task Force
- Hisham Tawfiq (VF : Frantz Confiac) : Dembe Zuma, associé de Reddington

### Acteurs récurrents et invités
- Michael Aronov (en) (VF : Marc Perez) : Joe « Smokey » Putnum (épisodes 1, 3, 15 et 20)
- Aida Turturro (VF : Marie-Laure Dougnac) : Heddie Hawkins[7] (épisodes 1, 3, 5 et 11)
- Clark Middleton (VF : Jean-François Vlérick) : Glen Carter (épisodes 3 et 11)
- Lenny Venito (VF : Hervé Furic) : Tony Pagliaro (épisodes 4, 13 et 19)
- James Carpinello (VF : Guillaume Bourboulon) : Henry Prescott[8] (épisodes 1, 3 et 10)
- Piter Marek (VF : Thomas Roditi) : Nik Korpal (épisodes 2, 3 et 4)
- Constance Shulman : Fiona (épisode 5)
- Jonny Coyne (VF : Pascal Casanova) : Ian Garvey (épisodes 7, 8, 10 à 19)
- Owain Yeoman (VF : Thibaut Belfodil) : Greyson Blaise (épisode 2)[9]
- Alysia Reiner : le juge Sonia Fisher (épisode 10)
- Brian Dennehy (VF : Achille Orsoni) : Dominic Wilkinson (épisodes 13 et 22)
- John Noble (VF : Patrick Messe) : Raleigh Sinclair III (épisodes 14 et 19)
- Martha Plimpton (VF : Zaïra Benbadis) : le docteur Sharon Fulton (épisodes 14 et 16)
- Fiona Dourif (VF : Olivia Luccioni) : Lillian Roth / Jennifer Reddington (épisodes 18 à 20 et 22)
- Bernard White : Zarak Mosadek (épisodes 18 et 19)
- Julian Sands (VF : Thierry Ragueneau) : Sutton Ross (épisode 22)
- John Waters : lui-même (épisode 22)

## Liste des épisodes

### Épisode 1:Smokey Putnum
- États-Unis /  Canada : 27 septembre 2017 sur NBC / City[10]
- France : 12 septembre 2018 sur TF1
- Belgique : 17 octobre 2019 sur Club RTL

- États-Unis : 6,39 millions de téléspectateurs[11] (première diffusion)

- Michael Aronov (Joe "Smokey" Putnum)
- James Carpinello (Henry Prescott)
- Aida Turturro (Heddie Hawkins)
- Callum Adams (le voiturier)
- Dawn McGee (procureur)
- Gary Private (propriétaire de la Corvette)
- Amy Spanger (Tammy Lynn Thompson)

Raymond Reddington a vu son empire criminel détruit par la défunte Kaplan. Il est contraint de séjourner dans un hôtel de seconde zone, où il a installé sa nouvelle base d'opération. Après avoir volé une magnifique voiture devant un restaurant, il demande l'aide de Liz, qui a découvert que ce dernier était son père, à reconstruire son empire, lui affirmant qu'il n'est utile pour le FBI que s'il est en position de force et d'influence. Il la met sur la piste d'un certain Smokey Putnum, recherché pour détournement de fonds afin de l'amener à son procès et empocher la prime.
Putnum est capturé par Liz et Red, qui vont apprendre que Putnum a volé l'argent d'un cartel de la drogue néo-nazi, qui a décidé de l'éliminer. Après un long périple, le père et la fille parviennent à livrer Putnum à la justice et Red rend l'argent volé au cartel, à la stupéfaction de Liz. Red use de subterfuges afin de faire libérer Heddie Hawkins, accusatrice et complice de Putnum, assurant ainsi la liberté de Putnum. Alors que Liz apprend que les membres du cartel ont été arrêtés, Red vient de trouver deux associés en la personne d'Hawkins et de Putnum.
Parallèlement, l'annonce du décès de Lauren Hitchin est annoncée, provoquant l'inquiétude de Ressler. L'unité apprend que Hitchin est morte « accidentellement ». Ressler retrouve Prescott, qui a découvert sa véritable identité et se met à le faire chanter. Aram et Samar vivent leur histoire d'amour. Tom, en possession de la valise contenant les restes d'un squelette humain, revient auprès de Liz et Agnes. Ayant appris le lien de parenté entre Red et Liz, Tom décide de ne pas lui parler de la valise et se décide à identifier les restes humains.

### Épisode 2:Greyson Blaise
- États-Unis /  Canada : 4 octobre 2017 sur NBC / City
- France : 13 septembre 2018 sur TF1
- Belgique : 17 octobre 2019 sur Club RTL

- États-Unis : 5,87 millions de téléspectateurs[12] (première diffusion)

- Owain Yeoman (Greyson Blaise)
- Piter Marek (Nik Korpal)
- Riann Steele (Anna Cartwright)
- Caprice Benedetti (Analia Beneventi)
- Delphi Harrington (Amalia Hammett)
- Peter Albrink (Calvin)
- Richard Clodfelter (Dale Pettigrew)

Au cours d'une soirée privée, un homme masqué vole un collier de diamant, avant de se rendre discrètement à la fête, où on apprend qu'il s'agit d'un mécène, le milliardaire Grayson Blaise, afin de montrer la parure qu'il vient de voler aux convives. Pressé par Cooper, qui veut des résultats pour le nouveau directeur du FBI, Reddington met l'unité sur la piste de Blaise, afin qu'il l'aide à reconstruire son empire. Red pique l'intérêt de Blaise avec un faux tableau de Rembrandt et «emprunte» une villa en Italie pour organiser une fête élaborée au profit de Blaise. Red donne le faux tableau à Blaise, qui est ensuite arrêté par les autorités italiennes sur dénonciation de Reddington après avoir quitté la villa avec le tableau.
- L'épisode fait référence au Christ dans la tempête sur la mer de Galilée, tableau peint par Rembrandt en 1633, volé dans un musée en 1990, dans lequel le blacklisté cherche à acheter le tableau à Reddington, qui s'avère être un faux. Ce n'est pas la première fois que ce tableau a été cité ou référencé dans la série (dans l'épisode 6 de la saison 1, Gina Zanetakos, Reddington vend le tableau par téléphone).

### Épisode 3:Miss Rebecca Thrall
- États-Unis /  Canada : 11 octobre 2017 sur NBC / City
- France : 13 septembre 2018 sur TF1
- Belgique : 24 octobre 2019 sur Club RTL

- États-Unis : 5,79 millions de téléspectateurs[13] (première diffusion)

- Sarah Wynter (Rebecca Thrall)
- Michael Aronov (Joe 'Smokey' Putnum)
- Aida Turturro (Heddie Hawkins)
- Clark Middleton (Glen Carter)
- Piter Marek (Nik Korpal)
- James Carpinello (Henry Prescott)

Deux policiers se rendent à l'appartement de Scottie Stansbury muni d'un mandat. Alors qu'ils se séparent pour le retrouver, l'un des deux officiers, McGinnis, l'aperçoit et l'abat mortellement sur lui, en lui tirant à deux reprises. McGinnis place une autre arme dans les mains du défunt et tire deux autres coups, affirmant à son collègue qu'il l'a abattu en état de légitime défense. McGinnis rencontre plus tard une mystérieuse femme qui lui promet la disponibilité des fonds.
Plus tard, Red remarque que la porte de sa chambre d'hôtel a été fracturée et aperçoit un message menaçant dans la salle de bains, lui intimant de rencontrer un certain Rivera. Grâce à Dembe, qui a suivi les intrus, il a noté l'immatriculation de leur voiture. Parallèlement, Tom retrouve Nik, qui a recruté un ancien camarade d'étude, Pete McGee, extrêmement doué mais qui a mal tourné à cause d'un trafic de drogue, afin d'identifier l'ADN des restes humains. Liz retrouve Red dans un café et lui parle de l'affaire concernant McGinnis et que d'autres policiers irréprochables ont été approchés par une personne pour assassiner des gens. McGinnis est convoqué par l'unité pour être interrogé par Liz, qui se doute que le policier lui cache quelque chose, tandis que le collègue de ce dernier est interrogé par Ressler. Red retrouve les hommes de Rivera, qui veulent avoir les armes que ce dernier lui avait promis deux mois auparavant. Red leur promet de leur livrer les armes en trente-six heures, mais il leur cache ses problèmes financiers. Liz et Ressler se rendent chez les parents de Scottie, où se trouve également l'avocate de ce dernier, Rebecca Thrall, qui s'avère être la femme ayant proposé le plan à McGinnis. Ils apprennent que Scottie, malade, devait recevoir une forte somme d'argent versé sur dix ans, mais a préféré accepter une offre d'apurement d'une société financière de 100 000 dollars versés de suite. Les parents accusent la société d'être responsable de la mort de leur fils. Ressler reçoit sur son portable un message de Prescott, qui le presse d'aller récupérer une voiture à la fourrière et s'absente, prétextant à Liz d'aider un ami dans l'embarras. Red se rend au service des immatriculations pour rencontrer Glen et lui demande de lui prêter un million de dollar pendant deux jours, sachant que ce dernier a les moyens. Glen accepte.
Aram apprend que la société ayant proposé à Scottie l'offre d'apurement l'a fait avec d'autres personnes naïfs et malades et que plusieurs policiers dont McGinnis font partie des clients. Plus tard, il découvre que quatre autres plaignants ont été tués par des policiers, permettant au FBI d'obtenir un mandat, mais le directeur de la société est retrouvé mort, tué par Thrall. Red fait appel à Tom, qui se fait passer pour un expert en armements, pour se rendre chez un trafiquant d'armes africain, Adika Buhari, afin de faire affaire avec lui pour acheter des armes. Méfiant, Buhari accepte quand Glen lui montre le million de dollar. L'unité du FBI découvre que la société financière a pris une assurance-vie sur toutes les personnes dont ils ont racheté un plan d'apurement, particulièrement ceux dont les jours sont comptés ou dont la maladie peut expliquer un comportement imprévisible. Il trouve une personne dont le profil correspond. Liz et Samar parviennent à sauver cette personne et à arrêter la policière chargée de l'abattre. Au même moment, Ressler découvre un cadavre dans la voiture en voulant changer une roue crevée avant d'arriver auprès de ses deux collègues et de convaincre la policière de collaborer pour arrêter Thrall, qui est arrêtée après avoir organisé un rendez-vous avec la policière. Red, assisté de Putnum et Hawkins, fabrique une piste d'atterrissage improvisé pour le jet de Buhari. Alors que Buhari et son avion viennent d'atterir, une équipe de l'ATF arrête Red, Tom et Buhari. C'est alors que Red révèle à Tom que ce sont ses hommes, dont Putnum, qui se sont fait passer pour l'équipe de l'ATF et qu'ils ont livré Buhari au FBI, mais qu'il a gardé les armes pour lui afin de les livrer à Rivera.

### Épisode 4:L'Unitaire
- États-Unis /  Canada : 18 octobre 2017 sur NBC / City
- France : 19 septembre 2018 sur TF1
- Belgique : 24 octobre 2019 sur Club RTL

- États-Unis : 5,46 millions de téléspectateurs[14] (première diffusion)

- Poorna Jagannathan (Nirah Ahmad)
- Lenny Venito (Tony Pagliaro)
- Piter Marek (Nik Korpal)
- Karl Miller (Pete McGee)
- Geoffrey Owens (Dresner)
- Alicia Minshew (le docteur Melissa Lomay)

Reddington met Liz sur la piste de « L'unitaire », qui s'arrange pour laisser un seul membre survivant d'un groupe ou d'une espèce s'assurant ainsi un gain certain à ceux le possédant. Cette personne vient de tuer un étalon exceptionnel et son entraîneur en incendiant une écurie. L'animal a qu'une seule progéniture valant désormais des millions après la mort de son géniteur. Ressler et Navabi interrogent le propriétaire, qui se révèle être endetté et que la mort du cheval est une aubaine. Il finit par révéler qu'une certaine Alicia Grey l'a contacté pour lui affirmer qu'elle peut augmenter la valeur du poulain en échange d'informations concernant la sécurité de l'héritière du royaume du Monténégro, qui doit faire un discours à Washington. Ressler et Navabi se rendent à l'hôtel où séjourne la princesse, mais Grey est déjà sur place et sème le chaos. Les deux agents parviennent à extraire la princesse hors des lieux, tandis que Grey, se faisant passer pour une employée de la sécurité, se rend dans la suite et enlève une certaine Ana Dewan.
Au même moment, Nik informe Tom que McGee a pu extraire de l'ADN sur les ossements, mais qu'il n'a trouvé aucune correspondance dans sa base de données. Ils ont besoin du badge d'identification d'un agent du FBI pour accéder à leur base de données illégalement. Tom décide d'utiliser le badge de Liz, qu'il subtilise brièvement à son insu pour en faire une photo avec son portable. Reddington, quant à lui, s'est installé dans une maison qu'il a loué pendant que les propriétaires en sont absents. Un soir, il capture deux cambrioleurs avec Dembe, dont il pense qu'ils sont venus pour lui. Sous la menace, ils lui avouent qu'ils ont été embauchés pour un homme travaillant dans un bureau de poste, Tony Pagliaro. Reddington le retrouve et l'interroge : il apprend qu'il a une liste de suspension que possède son bureau de poste et qui lui permet de savoir quand les personnes absentes de leur habitation afin de voler des objets de valeurs. Appréciant cette idée, Red veut s'associer avec Pagliaro, pour une juteuse affaire, ce qu'il accepte.
L'unité découvre que la princesse est enceinte et qu'Ana a un groupe sanguin rare, appelée le sang en or pourrait la sauver au cas où elle devrait se faire opérer. Ils apprennent également que sept personnes ont également ce sang rare et pensent que l'« Unitaire » veut se débarrasser des six autres donneurs universels pour que le survivant vaudrait une fortune. Seul un se trouve sur le sol américain, un jeune garçon hospitalisé et soigné pour une maladie du cœur, mais Grey, sous les traits d'une infirmière, est parvenu à emmener le garçon, aux nez de Ressler et Navabi. Le FBI découvre que le garçon a été adopté et que celle qui l'a kidnappée est sa mère, Nirah Ahmad, membre active de l'armée syrienne qui a tout quitté quand elle a appris la maladie de son fils. En suivant une piste, Liz, accompagnée de Reddington, retrouve la trace de Nirah dans une clinique clandestine et arrêtent les chirurgiens. Red trouve alors une solution pour que Nirah sauve son enfant et l'emmène dans un autre endroit tandis que Liz est restée pour attendre ses collègues aux côtés des autres donneurs du sang en or. Red embauche Nik contre son gré pour pratiquer l'opération, tandis que Nirah préfère se suicider pour lui offrir un cœur viable pour son fils. L'opération est un succès, mais Nik ne veut plus que Liz ou Red ne le contacte après cela. Liz est sermonnée par Cooper, qui s'inquiète pour elle.

### Épisode 5:Ilyas Surkov
- États-Unis /  Canada : 25 octobre 2017 sur NBC / City
- France : 20 septembre 2018 sur TF1
- Belgique : 31 octobre 2019 sur Club RTL

- États-Unis : 5,23 millions de téléspectateurs[15] (première diffusion)

- Aida Turturro (Heddie Hawkins)
- Fredric Lehne (Leon Cox)
- Boris McGiver (Tobias Reuther)
- Erin Cummings (Calhoun)
- Ana Nogueira (Carly)
- Karl Miller (Pete McGee)
- Mourad Zaoui (Roqan Ghaffari)

À Leeds, une usine chimique vient d'être la cible d'une attaque terroriste revendiquée par Ilyas Surkov. Parallèlement, Liz apprend la mort de Nik, dont le corps a été retrouvé dans un terrain vague. Se sentant coupable, Liz révèle à Tom qu'elle pense que Reddington ou quelqu'un qui cherche à l'atteindre est derrière le meurtre de Nik. Reddington, dont les nouvelles affaires commencent à être florissantes, voit débarquer Liz qui le confronte au sujet de Nik. Ce dernier lui affirme ne pas en être responsable, et qu'il n'a aucune idée de qui est le tueur. Reddington décide d'aider Liz à retrouver le coupable et lui confie une nouvelle information concernant l'attentat de Leeds : Surkov est mort depuis plusieurs mois. L'unité du FBI découvre que trois autres attentats commis ont été attribués à Surkov. Ressler et Liz se rendent à Leeds et un agent du MI-6 lui affirme ne pas croire au théorie de l'imposteur et qu'il en a la preuve grâce à une collaboration avec la C.I.A. Ils ont identifié un suspect, un certain Ghaffari, grâce à un traceur chimique. Liz et ses collègues se rendent à Belgrade pour capturer Ghaffari, pendant que Samar se fait passer pour une commanditaire. Mais le criminel s'enfuit avant d'être capturé avec Samar dans une fourgonnette. Ressler, Liz et Aram suivent la fourgonnette et parviennent à faire stopper le véhicule et à relâcher Navabi. Ils découvrent que les passagers du véhicule sont des membres d'une équipe de la CIA dirigée par Reuther, chargés de capturer Surkov.
Tom qui enquête sur la mort de Nik, se rend chez McGee, qu'il soupçonne de l'avoir tué. Une piste le mène à une clinique de recherches où McGee travaillait et il décide de se faire passer pour un cobaye humain. Il y rencontre Lena, qui s'avère être la petite amie de McGee et lui demande de l'aider, ce qu'elle refuse, avant de finalement accepter grâce à la grande force de conviction de Tom. Reddington fait également sa propre enquête et rencontre un employé du service des preuves afin d'obtenir les effets personnels de Nik, tout en trouvant un moyen de blanchir son argent en achetant un salon de toilettage pour animaux. Tandis que l'équipe de la CIA et l'unité du FBI interrogent Ghaffari, Ressler reçoit un appel de Cooper et du directeur des opérations de la CIA, Leon Cox, qui lui affirme qu'il n'a aucune équipe à Belgrade. Une fusillade s'engage au cours de laquelle Reuther, qui a compris qu'ils ont été démasqués, parvient à s'enfuir, Ghaffari est tué. Calhoun, seule membre féminine de l'équipe, est arrêtée et interrogée. Comprenant qu'elle a été dupée par Reuther, soupçonnée d'être Surkov, Calhoun se résout à aider le FBI à l'arrêter. La véritable identité de Reuther, qui s'appelle en réalité Brian Osterman (agent de la CIA désavoué), est révélée. Une piste mène Liz et ses collègues à Norfolk où un attentat va être commis. Liz retrouve Osterman et le tient en joue. Ce dernier lui avoue qu'il sait que Surkov est mort est que Cox et la CIA ont utilisé son identité pour faire le sale boulot de l'agence, mais que quand Osterman s'est rendu compte que Cox été allé trop loin, il a été discrédité. Cooper se confronte à Cox, qui lui affirme que l'explosion de Norfolk, qui n'a pas pu être évité, a permis de sectionner un câble de communication sous-marin compromis par le contre-espionnage chinois. Aram demande à Cooper à suivre une formation opérationnelle après l'expérience à Belgrade pour laquelle il n'était pas du tout préparé.

### Épisode 6:L'Agence de voyages
- États-Unis /  Canada : 1er novembre 2017 sur NBC / City
- France : 20 septembre 2018 sur TF1
- Belgique : 31 octobre 2019 sur Club RTL

- États-Unis : 5,25 millions de téléspectateurs[16] (première diffusion)

- Kevin J. O'Connor (Calvin Dawson)
- Johanna Day (Eleanor Dawson)
- Ana Nogueira (Lena Mercer)
- David Alford (l'homme mystérieux)
- Lisa Bostnar (Mrs. Dunning)
- Brian D. Coats (Argon Wright)

Liz part à la rencontre de Red, qui l'informe qu'un certain Mitchell Dunning lui demande son aide car un service de tueurs anonymes appelé « L'Agence de voyage » l'a pris pour cible. Fermé mystérieusement des années auparavant, « L'Agence de voyage » est responsable de meurtres irrésolus depuis trente ans. Afin d'en apprendre plus sur cette menace, Liz se rend avec Samar chez Dunning, mais ce dernier est abattu en pleine rue sous leurs yeux et celui de sa femme, par un tireur embusqué. La seule piste est un article de journal retrouvé dans la voiture de Dunning concernant un homme grièvement blessé par balles, avant d'être finalement achevé à la hache. Cooper confie temporairement la direction de l'unité à Ressler car il doit régler une affaire personnelle : il part à la recherche du fils d'un de ses amis, Isaiah Hill et obtient par une de ses connaissances le nom d'un trafiquant de drogue. Tom sort du tribunal quand il aperçoit Reddington, qui veut lui parler. Il sait que Kaplan lui a confié la valise et comprend son désir d'identifier les ossements, mais il ne veut pas que le squelette, qui n'aurait jamais du être exhumé selon lui, soit identifié et le fait savoir. Mais Tom veut sortir Liz de l'ombre de Reddington, tandis que ce dernier lui affirme que quelqu'un connaît l'identité du squelette et que cela a déjà coûté la vie à Nik. La petite amie de McGee, Lena, est menacée par un homme qui veut qu'elle arrête de rechercher ce dernier.
Liz et Navabi enquêtent sur l'homme tué à la hache et consultent ses dossiers personnels où elles découvrent les noms des cibles de l'« Agence de voyage » et une photo où se trouve Dunning. Elles en déduisent que les membres de l'« Agence » se font éliminer les uns après les autres. Pendant ce temps, Cooper reçoit l'aide de Red pour localiser le trafiquant, qui lui apprend qu'Isaiah, toxicomane et alcoolique, lui a acheté une arme et lui donne une adresse. Cooper retrouve le jeune homme, qui a été témoin d'un meurtre commis par le propriétaire d'un club, et lui promet de l'aider. Liz et Navabi parviennent à sauver l'un des derniers membres de l'« Agence », Argon Wright, qui est blessé par le même tireur qui a abattu Dunning.

### Épisode 7:Le Groupe Kilgannon
- États-Unis /  Canada : 8 novembre 2017 sur NBC / City
- France : 26 septembre 2018 sur TF1
- Belgique : 7 novembre 2019 sur Club RTL

- États-Unis : 5,04 millions de téléspectateurs[17] (première diffusion)

- Nick Tate (Arthur Kilgannon)
- Jonny Coyne (Ian Garvey)
- Kevin Ryan (Colin Kilgannon)
- David Alford (Mysterious Man)
- Ana Nogueira (Lena Mercer)
- Karl Miller (Pete McGee)
- Stephen Conrad Moore (Cornelius Goga)
- Happy Anderson (Bobby Navarro)

Liz retrouve Reddington et lui annonce, heureuse, qu'elle s'est mariée avec Tom. Après l'avoir félicité, Red la met sur une affaire : un cargo chinois de migrants s'est échoué en Caroline, faisant de nombreuses victimes. Il révèle à la jeune femme qu'il avait fourni son aide à des migrants fuyant pour une vie meilleure avant que Kaplan ne mette à mal son empire et depuis une personne sans scrupules s'est emparé de son buisness. En Bulgarie, Colin Kilgannon, le « remplaçant » de Red, abat un chargé du transport des migrants du cargo chinois qui a mal fait son travail, ceci sous les yeux de son père Arthur , qui n'approuve pas la mort de l'employé et des migrants. Pensant que Reddington veut éliminer la concurrence, Cooper accepte de l'aider à capturer son « successeur » mais à la condition de ne pas reprendre le contrôle du business. Red fait infiltrer Dembe, qui se rend en Grèce avec un micro planqué dans une de ses molaires pour découvrir le nom de celui qui a pris sa place. Dembe prend contact avec le passeur, suivi par l'unité du FBI, qui n'a pas autorité dans le pays. Le passeur lui dit de revenir le lendemain avec une certaine somme d'argent et évoque que «les irlandais» ne prennent plus les paiements à l'arrivée. Red en déduit qu'il s'agit d'Arthur Kilgannon, le connaissant de réputation. Il se rend à Sofia en Bulgarie et discute partenariat avec Arthur, qui lui affirme que son fils Colin, auquel il accorde sa confiance, gère les opérations. Mais la discussion ne débouche sur rien et Red, déçu, part.
Au même moment, Tom retrouve Lena en Virginie. Cette dernière trouve une piste concernant McGee grâce à sa carte bleue. Ils se rendent à une station service. Lena fait diversion tandis que Tom accède aux caméras de surveillance où il prend des photos des enregistrements où apparaît McGee avant de fuir. Ils ne savent pas qu'ils sont suivis par l'homme qui a menacé Lena dans son appartement. Lena et Tom découvrent sur les photos que McGee s'est rasé le crâne et est blessé à la main, mais aussi qu'il s'est planqué dans un hôtel.
L'unité du FBI en apprennent plus sur les Kilgannon, qui sont consultants dans le transport maritime, mais aussi trafiquant d'objets, de substances et à présent de personnes et ceci dans le monde entier opérant depuis la Bulgarie. Les appuis de Kilgannon ne peuvent empêcher leurs trafics. Le seul espoir du FBI de les coincer est Dembe, qui a fait croire au passeur qu'il voulait aller à Berlin : il a vu son transport approuvé. Bien que Reddington est réticent à le laisser continuer son infiltration, Dembe veut sauver des personnes. Red accepte et Dembe part en Grèce pour le retrouver en Allemagne, l'unité le traçant grâce au micro dans sa molaire. Tandis que Dembe se rend au point de rendez-vous et est transporté avec d'autres migrants dans un camion, Arthur Kilgannon a vérifié les affirmations, exactes, de Red concernant Arthur et se confronte à son fils, qui n'ayant aucune once d'humanité, n'hésite pas à le tuer. Toutefois, l'unité perd la trace de Dembe après que son micro a été désactivée à la suite d'un coup de poing du passeur.
Tom et Lena retrouve McGee, terrorisé, à l'hôtel : il lui dit que sa recherche dans la base de données du FBI a permis à des hommes inconnus de le retrouver. Ces hommes ont pris la valise et torturé McGee pour qu'il lui avoue vainement le nom de ses complices, puis a profité de la présence de Nick chez lui au mauvais moment pour fuir. Tout à coup, deux hommes font irruption dans la chambre d'hôtel et Tom est assommé par l'un d'entre eux et emmené avec McGee et Lena.
L'unité retrouve le complexe où se trouvait Dembe et découvre que sept camions sont déjà partis, dont un dans lequel se trouve Dembe. Avec une unité tactique de la Macédoine, ils prennent d'assaut les lieux et arrêtent les passeurs. En interrogeant le chef des passeurs, Liz et ses collègues apprennent que les chauffeurs des camions frigorifiques doivent abandonner le véhicule en cas de descente de la police. De plus, si le moteur du camion est arrêté, les migrants bénéficient d'un temps limité d'air pour survivre. Reddington se rend d'extrême urgence chez Arthur Kilgannon, où il apprend par sa femme que ce dernier est décédé. Il exige de cette dernière d'appeler Colin en expliquant que la vie d'un de ses proches et autres migrants sont en danger. Colin, furieux que son établissement principal est démantelé, répond à Reddington, qui veut le nom des chauffeurs, n'hésitant pas à menacer de tuer sa mère, bien qu'il n'en pas l'intention. D'un ton condescendant, Colin se soucie guère du destin de sa mère avant que Red raccroche. Ayant entendu la conversation, la veuve aide Red et lui dit que la voiture de luxe de son fils possède un GPS qu'elle peut localiser sur son ordinateur. Prêt à tout pour sauver son ami, Red retrouve Colin et, sous la menace d'une arme, lui demande de lui donner les noms et adresses des chauffeurs. Colin le lui donne avant d'être abattu mortellement par Reddington. Red transmet à Liz le nom de six chauffeurs, tandis qu'il se rend chez le chauffeur du camion ayant emmené Dembe. Pendant ce temps, Dembe s'est pris d'affection pour une fillette séparée de ses parents et empêche deux migrants de vouloir éliminer d'autres compagnons d'infortune pour économiser de l'air. Red demande au chauffeur de lui dire où se trouve le camion et s'y rend sauvant Dembe et les autres migrants. Toutefois, la fillette doit être emmené d'urgence à l'hôpital. Reddington et Dembe l'emmènent en voiture aux urgences où elle sera sauvée. Influencé par Ressler, Cooper demande officieusement à Red concernant les migrants du camion où Dembe se trouvait, ce qu'il accepte en les emmenant dans un lieu sur. La fillette retrouve également ses parents.

### Épisode 8:Ian Garvey -1repartie
- États-Unis /  Canada : 15 novembre 2017 sur NBC / City
- France : 27 septembre 2018 sur TF1
- Belgique : 7 novembre 2019 sur Club RTL

- États-Unis : 5,89 millions de téléspectateurs[18] (première diffusion)

- Jonny Coyne (Ian Garvey)
- David Alford (l'homme de main de Red)
- Ana Nogueira (Lena Mercer)
- Karl Miller (Pete McGee)
- Lance Henriksen (Bill McCready)
- Happy Anderson (Bobby Navarro)

Inquiète, Liz tente de joindre Tom, sans succès. Ce dernier est toujours entre les mains de Garvey et de ses sbires. Après avoir remercié Tom de la recherche dans la base de données du FBI lui ait permis de récupérer la valise, il lui montre un document en rapport avec le contenu de la valise. Sous la menace, Tom organise un rendez-vous au téléphone avec Reddington, qui aura lieu dans un motel. À l'extérieur de la grange où Tom est retenu, l'homme de main de Red fait son rapport à son patron. Tandis que Garvey et ses hommes se rend sur les lieux de la rencontre, Liz fait appel à ses collègues pour retrouver la trace de Tom. Une piste les mène au meurtre de Nick et la jeune femme se demande si la disparition de Tom n'a pas un lien avec la mort de son ex petit-ami. Reddington lui dit, tout en restant vague, que Tom a du accepter une mission mais qu'il saura se sortir d'affaire. Ressler apprend à Liz que la voiture de Tom a été retrouvé devant la chambre d'hôtel où séjournait McGee. Le gérant de l'hôtel étant réticent à les laisser entrer dans la chambre, Liz et Ressler entrent de force et découvre les lieux saccagés et des traces de sang. En essayant de joindre Tom sur son portable, Liz découvre l'appareil dans la chambre.
Au même moment, Tom parvient à se défaire de ses liens et à neutraliser ses geôliers. Il réussit à embarquer la valise dans sa fuite, avant d'être intercepté par Reddington en voiture. Mais son hésitation de monter dans la voiture de son beau-père lui vaut d'être blessé au bras. Tom se résout à monter dans la voiture, qui est endommagé dans leur fuite par les balles des hommes de Garvey. Après avoir abandonné le véhicule, Tom, Red et Dembe trouvent refuge dans une maison vide pour soigner la blessure de Tom. Reddington et Tom ne connaissent pas l'identité de leurs assaillants. Tom sait que la recherche de l'ADN a causé les morts de Nick, de McGee et de Lena. Parallèlement, l'enquête sur la chambre d'hôtel permet au FBI de découvrir que McGee la louait sous une fausse identité, tandis qu'Aram a piraté le GPS de la voiture de Tom et apprend qu'il s'était rendu à la station-service où il a pris les photos des cameras de surveillance. Liz et Ressler s'y rendent, tandis que la police s'y trouve également pour une enquête pour vandalisme : ils découvrent l'identité de Lena, qui a aidé un homme correspondant au signalement de Tom. Les deux agents fédéraux visionnent les vidéos de surveillance et découvrent la véritable raison de leur présence et parviennent à identifier McGee, qui est recherché pour être interrogé sur la mort de Nick. Reddington et Tom discutent de la valise, le premier voulant garder la valise secrète. Garvey retrouve la trace des trois hommes qui parviennent à fuir en voiture après s'être frayé un chemin durant une fusillade.
Dans une station essence, Tom et Reddington continuent leur conversation, le premier tentant d'enterrer la hache de guerre avec le second, tout en lui demandant vainement l'identité du squelette dans la valise. Reddington ne lui répond pas et préfère lui révéler qu'il a assisté à son premier mariage avec Liz et a compris qu'elle était heureuse avec lui. Tom annonce à Red qu'il va se changer et prend le sac de sport. En voulant regarder la valise, Reddington découvre que Tom a échangé le contenu du sac et de la valise et est parvenu à s'enfuir. Une piste concernant McGee les mène sur les lieux d'un homicide multiple où se trouve McGee et des hommes de Garvey, ainsi que des traces de sang. Affolée, Liz s'effondre en pleurs dans les bras de Ressler. Réfugié à la gare, Tom lit le document - un test ADN - et semble abasourdi par son contenu, puis il appelle Liz pour la rassurer. Il lui demande de mettre Agnes en sécurité et de le rejoindre chez eux sans prévenir personne.
Tentant de joindre Liz, qui a disparu sans laisser de traces, Red appelle Aram pour la retrouver et lui révèle que le dernier appel qu'elle a reçu venait de la gare. Red tente sa chance et contacte Tom au téléphone à la gare. Intrigué par l'appel au micro lui demandant de prendre l'appel, Tom répond. Red conjure Tom de ne rien révéler à Liz, sans succès. Reddington et Dembe se rendent au domicile du couple, se doutant que Tom ne partira sans sa femme et sa fille. Liz se rend chez elle pour retrouver son mari et a la désagréable surprise de voir Tom attaché à une chaise et ensanglanté, les hommes de Garvey ayant retrouvé la trace de ce dernier. Alors qu'il a récupéré les os, Garvey, furieux, poignarde Tom pour lui faire comprendre qu'il doit laisser tomber. En se débattant pour tenter de défendre son mari, Liz reçoit un coup de poing à la tête et heurte violemment le sol. À demi consciente, Liz entend Garvey intimer Tom de contacter Reddington, ce qu'il refuse. Garvey assène à nouveau un coup de couteau à Tom et demande à ses hommes de se débarrasser du couple après son départ avec les restes. Alors que les sbires de Garvey se préparent à achever le couple, Tom, avec ses dernières forces, parvient à se saisir d'un couteau et se bat comme un forcené. Reddington et Dembe arrivent à temps pour sauver Liz et Tom et abattent les complices de Garvey. Le duo emmène le couple mal en point d'urgence à l'hôpital en voiture, tandis que Samar et Ressler, prévenu, ainsi que la police leurs ouvrent la route jusqu'à l'hôpital. Dans la voiture, Tom déclare son amour à sa femme, qui lui demande de parler d'elle à Agnes. Tom la supplie de rester en vie. Le personnel hospitalier font tout pour sauver Liz et Tom, tandis qu'Aram et Cooper retrouvent Ressler et Samar à l'hôpital. Ébranlé, Reddington reste prostré dans sa voiture aux côtés de Dembe, qui veut le rassurer.
- Dernier épisode avant la pause du temps des fêtes.
- L'identité de Ian Garvey n'est pas révélé dans cet épisode, bien qu'il porte son nom.
- Lance Henriksen refait une apparition - cette fois-ci en flash-back - dans le rôle de Bill McCready, alias le Commandant.
- Cet épisode marque la dernière apparition du personnage de Tom Keen dans la série, incarné par Ryan Eggold, qu'il tenait depuis le début de la série. Il fera malgré tout une apparition dans le dernier épisode de la saison, Sutton Ross, sous forme du fruit de l'imagination de Liz, qui dialogue avec son fantôme.
- Avec une note de 9,4/10, Ian Garvey obtient la meilleure note d'un épisode de la série sur le site IMDb[19].

### Épisode 9:Alaska
- États-Unis /  Canada : 3 janvier 2018 sur NBC / City
- France : 27 septembre 2018 sur TF1[20]
- Belgique : 14 novembre 2019 sur Club RTL

- États-Unis : 6,02 millions de téléspectateurs[21] (première diffusion)
- Canada : 969 000 téléspectateurs[22] (première diffusion + différé 7 jours)

- Famke Janssen (Scottie Hargrave)[23]
- William Mapother (Bill)
- Jay Wilkison (Colin Knox)
- Jon DeVries (Early)
- P.J. Sosko (Ellis)
- Danny Wolohan (Orson)

Quelques mois après son agression et marquée par la mort de Tom, Liz part se réfugier dans une cabane isolée en Alaska sous l'identité de Grace Talbot. Alors qu'elle s'occupe de tâches quotidiennes, le générateur de sa cabane tombe en panne et est contraint de se rendre dans un magasin pour acheter des pièces. Avec le patron, elle parle de la tempête qui va s'abattre dans la région. En réparant le générateur, elle ressent une douleur au bras et repense à sa rééducation pendant qu'elle était en fauteuil roulant. Un ranger, Colin, lui remet un colis, qu'elle met aux côtés des autres, non ouverts, qu'elle a posés dans un coin. Elle repense également à une visite à la tombe de son mari et raconte qu'elle ne va pas bien et pense à s'en aller.
Plus tard, alertée par les aboiements de sa chienne, Liz sort à l'extérieur de sa cabane, découvre un homme blessé et l'amène dans sa cabane pour le soigner. La jeune femme tente d'appeler à l'aide à la radio et de faire démarrer sa voiture, en vain. Au même moment, elle se souvient de Cooper et Ressler relatant une anecdote concernant Tom et portant un toast en l'honneur du défunt. Liz se rend au bureau des rangers, mais n'y trouve personne. Elle laisse un mot à Colin. En voyant une photo sur un bureau, elle se rappelle une conversation qu'elle a eu avec Reddington, lui demandant de continuer à traquer les noms de la liste noire malgré sa décision de partir mais aussi de ne pas essayer de la suivre, ce qu'il accepte. Liz retourne dans sa cabane et découvre que quatre hommes y ont trouvé refuge, qui lui expliquent que leur avion s'est écrasé alors qu'ils se rendaient au Lac Hood pour pêcher et que le blessé qu'elle a recueilli est un de leurs amis. Pendant qu'elle recoud Billy, le chef de la bande, Liz se remémore le moment où elle confie Agnes à Scottie Hargrave, la mère biologique de Tom, pour la protéger des personnes qui l'ont agressé et tué son mari. Comprenant la détresse de sa belle-fille, Scottie raconte avec émotion comment Tom a accepté de témoigner à son procès contre son propre père afin de la sortir de prison.
N'ayant pas confiance en Billy et les trois hommes qui ont débarqué chez elle, Liz tente d'utiliser de nouveau la radio mais n'obtient pas de réponse. En rentrant, elle retrouve Billy et ses amis en compagnie de Colin, qui part avec un des acolytes de Billy pour récupérer une radio dans les débris de l'avion. Liz tente d'avertir Colin de ses doutes, qui vont se confirmer quand le blessé lui avoue qu'il est un témoin sous protection et que les quatre hommes sont chargés de l'éliminer.
L'acolyte de Billy revient seul, racontant que Colin est rentré avec un autre ranger. Puis la chienne de Liz a disparu. Prenant discrètement son arme, Liz s'arrange pour faire sauter le générateur pour pouvoir sortir dehors. En se rendant dans la grange, elle découvre que la radio a été sabotée, que les balles de son arme ont été retirées avant de découvrir les corps de Colin et de la chienne. Un souvenir refait surface quand Liz annonce à son père avoir confié Agnes à Scottie, ce que Reddington désapprouve, et qu'elle vit uniquement pour venger la mort de Tom. Ébranlée par les corps de l'animal et de Colin, Liz appelle Billy sur son talkie-walkie et le menace, comprenant ses véritables intentions. Elle lui révèle avoir été agent du FBI et qu'elle n'a pas peur d'affronter quatre hommes. Liz se prépare à l'affrontement et tue méthodiquement et brutalement ses adversaires dont Billy, tout en protégeant l'homme blessé.
- À part James Spader, Megan Boone et Hisham Tawfiq, le reste de la distribution principale et Famke Janssen apparaissent uniquement dans les scènes de flash-backs.
- Liz a nommé sa chienne Kate, en référence au personnage de Mr. Kaplan, connue également sous le nom de Kathryn Nemec.
- Hormis La Liste, il s'agit du troisième épisode à ne pas contenir le numéro d'un nom de la liste de Reddington.
- La conclusion à l'intrigue de Blacklist: Redemption est révélée par le personnage de Scottie Hargrave[24].
- Sur Netflix France, cet épisode est intitulé Question de survie.

### Épisode 10:L'Informateur
- États-Unis /  Canada : 10 janvier 2018 sur NBC / City
- France : 3 octobre 2018 sur TF1
- Belgique : 14 novembre 2019 sur Club RTL

- États-Unis : 6,16 millions de téléspectateurs[25] (première diffusion)

- James Carpinello (Henry Prescott)
- Alysia Reiner (juge Sonia Fisher)
- Evan Parke (Detective Singleton)
- Robert Eli (Howard Bishop)
- Jonny Coyne (Ian Garvey)
- Happy Anderson (Bobby Navarro)
- Stephen DeRosa (Herman)

Seule dans son appartement, Liz étudie de manière méthodique tous les détails concernant son agression et la mort de Tom dont elle se souvient, notamment le nom de Navarro, celui qui a récupéré le sac avec le squelette avant l'arrivée de Reddington. La jeune femme se rend dans le nouvel appartement de luxe de Reddington et espère qu'il lui fournira des indices, mais ce dernier n'en sait pas plus, seulement que les hommes tués dans son appartement appartiennent au Syndicat Nash, important cartel de la drogue. Avant de quitter les lieux, Liz retrouve brièvement Samar, venu pour prendre connaissance d'une nouvelle affaire. L'homme ayant poignardé Tom à plusieurs reprises apprend le retour de Liz et décide de ne rien faire pour le moment. Reddington parle à Samar d'une attaque terroriste dans une boîte de nuit à Toronto ayant fait 57 morts. Les auteurs ont été arrêtés et le Département du Trésor s'apprête à geler les comptes bancaires ayant servi à financer l'attentat. Mais un individu nommé « L'Informateur » a subtilisé la liste des comptes et Reddington pense qu'il va la revendre aux titulaires. Il la charge elle et ses collègues du FBI à retrouver « L'Informateur ». Une piste les mène à Howard Bishop. Ce dernier disparaît lorsqu'il est suivi par Ressler et Samar, venus pour le questionner, avant de réapparaître dans un commissariat pour se forger un alibi pour voler la liste en déclarant être témoin d'un accident de voiture.
Samar et Ressler interrogent Bishop dont ils pensent qu'il est « L'Informateur », mais ce dernier a un alibi qui est confirmé. De plus, il était présent avec sa maîtresse, la juge Sonia Fisher. Cooper rend visite à Red afin de l'informer de l'avancement de l'enquête et lui donne la liste, tandis que le second l'informe du retour de Liz, prête à tout pour retrouver les meurtriers de son mari, et lui demande l'aider en ces temps difficiles. Liz reçoit la visite de l'inspecteur Singleton, chargé d'enquêter sur la mort de Tom. Elle l'invite à prendre un café et lui montre le résultat de ses recherches. Singleton lui apprend le lieu où se trouve la plupart des membres du syndicat Nash. Aux Îles Caïmans, Reddington se rend dans de nombreux différents établissements bancaires afin de retrouver le nom des propriétaires des comptes moyennant finances. Il réussit à trouver les noms des titulaires et le FBI en déduisent qu'un extrémiste, Hamzah, est l'acheteur de la liste. La personne, qui vient d'atterrir à l'aéroport, est localisé. Ressler suit Bishop tandis que Samar se charge de filer Hamzah.

### Épisode 11:Abraham Stern
- États-Unis /  Canada : 17 janvier 2018 sur NBC / City
- France : 4 octobre 2018 sur TF1
- Belgique : 21 novembre 2019 sur Club RTL

- Histoire: Dave Metzger, Jon Bokenkamp et John Eisendrath
- Adaptation : Jon Bokenkamp et John Eisendrath

- États-Unis : 6,49 millions de téléspectateurs[26] (première diffusion)

- Nathan Lane (Abraham Stern)
- Clark Middleton (Glen Carter)
- Aida Turturro (Heddie Hawkins)
- Evan Parke (Detective Singleton)
- Michael Mastro (Frank Dobbs)
- Happy Anderson (Bobby Navarro)
- Adam Grupper (Patrick Church)
- Matthew Lawler (Le Professeur)

Reddington parle en voiture avec Dembe tout en contemplant le penny qu'il a volé à Grayson Blaise, quand un camion les percute et qu'un homme, Abraham Stern, en profite pour voler la pièce sous les yeux de Reddington. Parallèlement, Liz, toujours chez Navarro, tente de nettoyer une blessure consécutive à leur bagarre avec un chiffon avant de mettre le corps de ce dernier et de nettoyer de fond en combles l'appartement de Navarro pour effacer toutes traces de leurs présences. Tout à coup, deux officiers de police appelés pour des troubles domestiques frappent à la porte de Navarro sans succès, quand le concierge les ouvre et trouvent les lieux vides : Liz a juste eu le temps de se cacher dans un placard après avoir mis le chiffon dans le broyeur de l'évier. Après avoir convaincu Cooper et ses ouailles à l'aider à retrouver la pièce, Reddington leur parle d'un homme déterminé a tué pour récupérer trois pièces similaires servant de carte afin de trouver des billets émis dans les années 1930 par la réserve fédérale et payable aux porteurs qui, officiellement, n'ont aucune existence. Le FBI se mettent à la recherche de la dernière pièce manquante. Dans la banque où il travaille, Stern convainc un client, agent d'assurance menacé de saisie, à l'aider à récupérer la pièce dans un musée, en se faisant passer pour un agent de la compagnie d'assurance et en assurant au propriétaire qu'il s'agit d'un faux. Aram localise la pièce, Cooper envoie Navabi et Ressler au musée.
Singleton se rend dans l'appartement de Navarro et remarque l'extrême propreté des lieux. Il demande à ses collègues de fouiller, qui ne tardent pas à retrouver le chiffon ensanglanté. Au même moment, Liz se rend au QG de l'unité pour consulter et prendre en photos le dossier du « Marmiton » quand Aram arrive par surprise et lui parle de l'affaire en cours, mais Liz est désintéressée et reçoit un appel de Singleton, qui souhaite la voir dans son bureau. Singleton lui parle de la disparition de Navarro et du chiffon retrouvé chez lui. Feignant l'indifférence, Liz comprend que la police a une preuve l'incriminant. Lorsque Navabi et Ressler se rendent au musée, la police est également sous les lieux, avertis par un appel anonyme d'un possible vol de la pièce. Stern déclenche l'alarme incendie et parvient à s'enfuir. Liz transporte le corps de Navarro dans un motel et applique les méthodes du « Marmiton » pour s'en débarrasser en dissolvant le cadavre grâce à des produits chimiques. En apprenant que le penny du musée, sur lequel Stern a laissé une empreinte, est entre les mains de la police, Reddington tente de convaincre Cooper de l'aider à le récupérer, mais celui-ci refuse. L'unité en apprend sur Stern, qui se sert de sa situation d'employé de crédit dans une banque pour contraindre ses clients menacés de faillite à l'aider pour ses crimes.
Chez Liz, où il observe ses recherches, Reddington prend contact avec la jeune femme, toujours au motel où elle découvre que Navarro portait un œil de verre possédant une technologie de pointe, pour qu'elle se rende dans la pièce des scellés de la police afin d'y voler la pièce. Elle accepte et met au point un stratagème pour connaître le code d'entrée, tout en remettant une fausse pièce à conviction à Singleton : un téléphone de Tom qui permet d'obtenir le code de l'entrée de la pièce où sont stockées toutes les preuves de crime de classe 3. Avec l'aide de Glen, qui feint une crise cardiaque, Liz parvient à se faufiler dans la salle des preuves et subtiliser la pièce. Reddington prend contact avec Stern pour s'associer avec lui pour retrouver les billets, d'une valeur d'une centaine de millions de dollars, que le père de Stern a été impliqué dans le vol. Ils découvrent que l'argent n'a jamais quitté les lieux où le père de Stern avait caché le magot : un dépôt à Denver. Stern et Reddington mettent au point un plan, mais Stern n'hésite pas à le doubler en l'enfermant dans le fourgon blindé, tandis qu'avec des complices, il parvient à se rendre à la chaufferie où est situé le butin. S'attendant à être piégé par Stern, Reddington parvient à sortir du camion et rejoint Heddie, Dembe et d'autres complices et branchent un énorme tuyau dans l'aération afin d'aspirer les billets vers une fourgonnette. Red s'empare de l'argent et laisse Stern, désemparé et enfermé dans le coffre-fort du dépôt, non sans avoir contacté Cooper de la localisation de Stern, qui finira arrêté par le FBI.
- Il s'agit du 100e épisode de la série qui est également le numéro du blacklisté de la liste de Reddington.
- Cet épisode fait référence au quatrième épisode de la série, Le Marmiton, quand Liz se rend au Bureau de poste pour y trouver un dossier, ainsi qu'au deuxième épisode de la cinquième saison, Grayson Blaise, concernant la pièce que Reddington a dérobé à Blaise.
- Cet épisode fait référence à la pièce de 1 cent de dollar américain en acier de 1943, qui ont été frappés avec acier en raison des pénuries de cuivre en temps de guerre.
- Il fait également référence à Winston Churchill, lorsque Red s'offre et porte un chapeau ayant appartenu au premier ministre britannique.

### Épisode 12:Le Cuistot
- États-Unis /  Canada : 31 janvier 2018 sur NBC / City
- France : 4 octobre 2018 sur TF1
- Belgique : 21 novembre 2019 sur Club RTL

- États-Unis : 6,11 millions de téléspectateurs[27] (première diffusion)

- Michael Rogers (Tommy Wattles)
- C. Thomas Howell (Earl Fagen)
- Jonny Coyne (Ian Garvey)
- Anzu Lawson (Mariko Ito)
- Alex Shimizu (Tadashi Ito)
- Steffanie Leigh (Corrine Egan)
- Rocco Sisto (le directeur spirituel)

Liz retrouve Reddington qui connait un adolescent génie de l'informatique pouvant analyser l'œil high-tech de Navarro. Cette dernière lui demande s'il connaît la vérité que Tom voulait lui révéler, mais Red reste évasif. Reddington part à la rencontre de Samar sur la piste du nouveau nom de la liste, un redoutable incendiaire, et conseille l'unité du FBI de faire appel aux services d'Earl Fagen, ancien enquêteur devenu incendiaire qui purge une peine de quatorze ans de prison. En échange de sa collaboration, Fagen pourrait obtenir une libération conditionnelle. Accompagnés de Navabi et Ressler sur les lieux du dernier incendie, Fagen découvre le mécanisme de l'incendiaire et une inscription visible à la lumière noire. Liz et Reddington se rendent chez Tadashi, le génie susceptible de les aider. Pendant que Tadashi se met à l'ouvrage, Liz tente à nouveau de questionner Red, comprenant qu'il cache des choses. Tadashi apprend que l’œil n'a pas ni micro et ni caméra.
Au Bureau de poste, l'unité étudie les cas similaires d'incendies mais ne trouvent pas de lien avec les victimes. Tandis que Ressler questionne un spécialiste concernant l'inscription, Samar interroge la seule survivante, le docteur Egan. Ressler apprend que l'incendiaire estime que ses victimes doivent être punies. Une piste les mène à une voiture de location vue lors du dernier incendie et retrouve la trace d'un certain William Seavers. Mais le suspect parvient à s'enfuir après avoir mis le feu à sa maison. L'unité fait de nouveau appel à Fagen, qui grâce à un cocktail chimique, rend lisible un reçu de facture payée en espèce. En visionnant la vidéo du magasin, Ressler et Navabi découvrent qu'il s'agit d'un prêtre portant une broche en forme de T. En poussant ses recherches, Tadashi découvre que l’œil a un système GPS qui transmet sa position et celle de Liz et Red. Ces derniers sont contraints de fuir avec la mère de l'adolescent quand des hommes s'introduisent au domicile de Tadashi, à la déception de Liz, qui voulaient les affronter. Grâce à la broche, le FBI découvre la véritable identité de l’incendiaire, Tommy Wattles, prêtre excommunié pour avoir rompu son vœu de célibat. Wattles a confié à son directeur spirituel s'en prendre à celles qu'ils considérait comme des tentatrices.
Reddington loge Tadashi et sa mère chez lui par sécurité. Tandis que Tadashi désactive la localisation GPS pour poursuivre ses recherches et être parvenu à remonter le système à sa source, Red se confie à Liz : il connaît la vérité, qui le concerne, que Tom cherchait à révéler à sa femme et tentait même de dissuader ce dernier à continuer sa quête. La jeune femme comprend que Reddington ne l'aide pas à rechercher les assassins de Tom, mais à retrouver ce qu'il souhaite garder secret. En traquant Wattles, Samar et Ressler découvrent qu'il devait prendre l'avion mais n'a pas embarqué. Le serveur d'un bar de l'hôtel de l'aéroport leur apprend que Wattles a été accosté par une jeune femme qui serait peut-être sa prochaine victime. Grâce à la vidéosurveillance, les deux agents identifient la jeune femme et débusquent Wattles chez elle avant qu'il ne commette son forfait. Acculé, Wattles se suicide en s'immolant par le feu sous les yeux horrifiés de Ressler et sa collègue.
- L'épisode devait être initialement titré Tommy Wattles[28], avant d'être changé par The Cook.
- Cet épisode fait référence à l'univers de Star Wars, notamment lorsque l'un des personnages cite une réplique de L'Empire contre-attaque[29].

### Épisode 13:La Main invisible
- États-Unis /  Canada : 7 février 2018 sur NBC / City
- France : 10 octobre 2018 sur TF1
- Belgique : 28 novembre 2019 sur Club RTL

- États-Unis : 6,35 millions de téléspectateurs[30] (première diffusion)
- Canada : 933 000 téléspectateurs[31] (première diffusion + différé 7 jours)

- Brian Dennehy (Dominic Wilkinson)
- Lenny Venito (Tony Pagliaro)
- Kevin Mambo (Big Willie Wilkins)
- Jonny Coyne (Ian Garvey)
- Evan Parke (détective Singleton)
- Steven Boyer (Stephen Altman)
- Patch Darragh (Bobby)
- Patricia Kalember (Anna Hopkins)
- Holly Curran (Sophia)

Reddington charge l'unité à retrouver les membres d'un groupe d'amis d'enfance appelé « La main invisible », qui cible des personnes qui ont commis des actes légaux mais moralement inacceptable et en les enterrant près de la ville de Brenford, abandonnée en raison du déversement de substances toxiques qui a coûté la vie à plusieurs personnes. Ressler et Samar se rendent sur le site et découvrent un suspect possible. « La main invisible » choisit sa prochaine cible, Anna Hopkins, ancienne cadre de l'entreprise à l'origine de la pollution de Brentford qu’elle tient pour responsable des morts dans la ville. Pendant ce temps, Reddington aide son associé Anthony Pagliaro après qu’un trafiquant de drogue, Big Willie, l’a menacé de le tuer pour avoir volé de la drogue. Après une fusillade entre gangs rivaux à laquelle Reddington est impliqué, Willie promet de ne pas s'en prendre à Pagliaro en échange d'informations sur le Syndicat Nash, l'informant qu'il est protégé par la police.
Singleton rend visite à Liz et émet ses soupçons en la suspectant d'avoir tué Navarro après avoir découvert que les preuves avaient disparu. Ne se laissant pas impressionner, la jeune femme lui rappelle qu'elle est toujours un agent fédéral. Dans les effets personnels de Tom, Liz trouve une clé pour un coffre-fort avec un journal et une référence au nom Oleander, un présumé espion russe. Grâce aux informations de Cooper, Liz va parler à une personne suspecté d'avoir été Oleander, qui se révèle être Dominic, le père de Katarina Rostova et le grand-père de Liz. Ce dernier, sans révéler ses liens de parenté avec Liz, lui parle de sa mère mais refuse de lui parler de Reddington. Par la suite, Dom, qui se trouve être Oleander, appelle Red pour l'informer de la visite de Liz et n'a pas révélé leurs liens, mais supplie de lui dire la vérité.

### Épisode 14:Mr. Raleigh Sinclair III
- États-Unis /  Canada : 28 février 2018 sur NBC / City
- France : 11 octobre 2018 sur TF1
- Belgique : 28 novembre 2019 sur Club RTL

- États-Unis : 5,68 millions de téléspectateurs[32] (première diffusion)
- Canada : 865 000 téléspectateurs[33] (première diffusion + différé 7 jours)

- Martha Plimpton (le docteur Sharon Fulton)
- John Noble (Raleigh Sinclair III)
- Jonny Coyne (Ian Garvey)
- Evan Parke (le détective Norman Singleton)
- David Call (Brian Barrett)
- Marcia DeBonis (Delores)
- Timothy Sekk (David Eckhart)
- Liz Holtan (Nikki Yoder)
- Donnie Lyons (Phil Yoder)
- Tamara Anderson (Marion Stamps)

Raymond Reddington met l'unité spéciale du FBI sur la piste d'un nouveau nom sur la liste : un homme connu sous le nom de « L'Alibi ». Cette personne aide ses clients voulant commettre un crime à se tirer d'affaire en créant des alibis solides. Au cours de l'enquête pour traquer « L'Alibi », Aram découvre que le criminel utilise des sosies quasi parfaits pour leurrer les témoins au moment où son client commet son acte.

### Épisode 15:Pattie Sue Edwards
- États-Unis /  Canada : 7 mars 2018 sur NBC / City
- France : 11 octobre 2018 sur TF1
- Belgique : 5 décembre 2019 sur Club RTL

- États-Unis : 5,69 millions de téléspectateurs[34] (première diffusion)

- C. Thomas Howell (Earl Fagen)
- Michael Aronov (Joe « Smokey » Putnum)
- Liza J. Bennett (Pattie Sue Edwards)
- Evan Parke (Norman Singleton)
- Jonny Coyne (Ian Garvey)
- Michael Countryman (le directeur de l'internat)
- Regina Taylor (le docteur Hannah Moshay)
- Peter Benson (Hershey Hepworth)

À la demande de Reddington, l'unité du FBI enquête sur une épidémie d'agent pathogène virulent survenu dans un restaurant de Manhattan. Aram parvient à identifier rapidement la coupable, une certaine Patricia Sue Edwards, ancienne biochimiste ayant travaillé à l'Institut de recherche médicale sur les maladies infectieuses de l'armée américaine, qui a vu sa vie bouleversé quand son mari, membre des Navy Seals, a été tué en Syrie par un autre SEAL, qui voulait faire passer de l'opium. À la suite de cette affaire, Pattie Sue est tombée en disgrâce, ainsi que son mari.

### Épisode 16:Le Tueur du Capricorne
- États-Unis /  Canada : 14 mars 2018 sur NBC / City
- France : 17 octobre 2018 sur TF1
- Belgique : 5 décembre 2019 sur Club RTL

- États-Unis : 5,55 millions de téléspectateurs[35] (première diffusion)

- Martha Plimpton (le docteur Sharon Fulton)
- Jonny Coyne (Ian Garvey)
- James Ciccone (en) (Gabinelli)
- Thea McCartan (Detective Mills)
- Erik LaRay Harvey (Agent Brandon Graves)

Choquée que Garvey se soit rendu à l'enterrement de Singleton, Liz apprend par Cooper qu'un témoin, Tony Mejia, a assisté au meurtre du policier et s'est présenté aux autorités. Reddington, également dans le bureau, est également informé et se montre optimiste car Garvey ne posera plus problème, ce qui inquiète Liz, qui sait qu'il veut récupérer le sac que le marshal a dérobé, car voulant à tout prix Garvey et découvrir ce que cache Reddington. Ce dernier propose à Cooper, au courant pour le sac, de les aider à coincer à Garvey, mais préfère empêcher la révélation de son secret. Tandis qu'il s'occupe avec Red du cas Garvey, Cooper refuse que Liz aille interroger le témoin, car très impliquée dans l'affaire, préférant qu'elle s'occupe d'un autre mission. En effet, un corps a été retrouvé dans une mise en scène macabre et l'agent Graves insiste pour qu'elle viennent les aider : il s'agit du « Tueur du Capricorne », une affaire non résolue que la jeune femme s'est occupée. Se rendant sur les lieux en compagnie de Ressler, Liz retrace le parcours du tueur grâce au profil qui avait été fait au moment des précédents crimes. Ayant compris que le criminel recommencerait à tuer après avoir arrêté pendant une certaine période, la jeune femme remarque un détail concernant l'épée et comprend qu'elle a affaire à un imitateur. Tout en enquêtant sur ce crime, Liz continue ses séances chez le docteur Fulton, en lui avouant être obsédée par des affaires non résolues, qui pourrait l'amener à commettre l'irréparable.
Au même moment, Cooper envoie Aram récupérer Mejia afin de le mettre sous protection, tout en lui notifiant que Garvey est le suspect du meurtre de Singleton. Sur une piste pour joindre Garvey, Reddington menace le gérant d'un motel en lien avec le marshal. Au poste de police où il doit amener Mejia aux fédéraux, Aram fait la connaissance de Garvey, qui le menace et veut l'empêcher d'emmener le témoin. Mais Aram ne se laisse pas faire et parvient à s'en aller avec Mejia. En interrogeant les proches de la victime avec Ressler et Graves, Liz découvre que ce dernier fabriquait lui-même ses épées et dans une pièce, des preuves qui confirment qu'il s'agit du « Tueur du Capricorne ». Tandis que Liz, soulagée, assiste à l'interrogatoire, en identifiant formellement Garvey, Samar obtient l'adresse de livraison de l'épée. Cooper décide d'appeler le bureau du procureur pour lancer un mandat d'arrêt contre Garvey. Reddington se rend de nouveau dans le motel où l'attend Garvey avec des membres du syndicat Nash. Sentant le piège, Reddington envoie le gérant en premier, qui sera blessé par balles. Reddington et Dembe abattent les membres du syndicat et laissent Garvey vivant. Red tente de négocier avec le marshal pour récupérer le sac. Garvey propose alors un marché : si Red veut garder les ossements secrets, il doit lui livrer Mejia. Tandis que Reddington doit fuir à l'arrivée de la police, Garvey, en sa qualité de policier, reste sur les lieux. Sur les lieux de l'adresse trouvée par Samar, les fédéraux découvrent une nouvelle victime, également torturé. Le suspect, un homme noir, a réussi à s'enfuir. Liz s'ouvre de plus en plus à Fulton et comprend que le suspect serait un profiler du FBI qui aurait fait l'objet d'une évaluation. Tentant en vain de convaincre Fulton de la laisser consulter ses dossiers pour retrouver le meurtrier, Liz se tourne vers Red qui parvient à se les procurer. L'unité parvient à mettre une identité sur un suspect, Anthony Hollis, excellent profileur du FBI orphelin jugé inapte au service après une évaluation. Alors qu'il supervise le transport de Mejia, Aram est attaqué par une équipe de professionnels cagoulés qui enlèvent le témoin, sous ses yeux impuissants. Toutefois, il remarque que l'un des ravisseurs a une hétérochromie : l'iris d'un de ses yeux est bleu.
Liz surveille Hollis, qui semble prendre la fuite. Ne pouvant l'arrêter car elle n'a pas récupéré son badge, elle prévient Ressler et Samar. Tandis que ses deux collègues fouillent la maison d'Hollis et trouvent des preuves l'incriminant, Liz suit Hollis mais ce dernier l'a menace avec son arme et l'emmène avec lui dans une cabane où elle a la surprise de voir débarquer Fulton. Cette dernière veut parler avec la profileuse, lui révélant qu'elle l'a repéré depuis qu'elle a abattu Connolly, et essaie de la convaincre de tuer le « Marchand de sable », un autre tueur que Liz a également traqué. Grâce au portable de Liz, Ressler et Samar, accompagnés d'une unité d'élite du FBI, localisent et libèrent leur collègue et amie. Ils abattent Hobbs, qui a tiré sur Graves, tandis que Fulton est parvenu à s'enfuir sans que les agents n'est parvenu à l'identifier. Liz l'a rattrape mais décide de la laisser filer. De retour au Bureau de Poste, Liz apprend de la bouche d'Aram l'enlèvement de Mejia. Ce dernier, pour consoler sa collègue, lui affirme qu'il fera tout pour le retrouver ou prouver la culpabilité de Garvey si le témoin est mort.

### Épisode 17:Anna-Gracia Duerte
- États-Unis /  Canada : 4 avril 2018 sur NBC / City
- France : 18 octobre 2018 sur TF1
- Belgique : 12 décembre 2019 sur Club RTL

- États-Unis : 5,38 millions de téléspectateurs[36] (première diffusion)

- Jearnest Corchado (Anna-Gracia Duerte)
- Jonny Coyne (Ian Garvey)
- James Waterston (Dale Rayburn)
- Agneeta Thacker (Reva Jawal)
- Peter Rini (le directeur du FBI)
- Teddy Coluca (Brimley)
- Catherine Missal (Tara Rayburn)
- Sean T. Krishnan (Jerry Jawal)

Jerry Jawal, trafiquant de drogue en cheville avec le syndicat Nash, est assassiné par une personne inconnue chez lui alors qu'il est au téléphone avec Reddington, qui l'avait convaincu de trahir Gravey. Reddington charge Liz et l'unité de l'aider : en effet, Jawal avait accepté de confier à Red une liste des points d'origine du syndicat. Une piste les mène à un leader d'un groupuscule d'extrême droite suspecté d'avoir abattu Jawal. Reddington le capture et le fait torturer par Brimley, revenu travailler à ses côtés. Mais il s'avère qu'il n'est pas le tueur de Jawal. Samar et Ressler se rendent chez les Jawal pour interroger Reva, qui était à la maison pendant le meurtre. Ils découvrent que Reva, seize ans, était marié légalement à Jawal. L'adolescente finit par s'évanouir après que les agents fédéraux constatent des incohérences dans ses propos. En fouillant l'ordinateur de Reva, Aram découvre dans son historique un groupe de soutien pour jeunes mariées de moins de dix-huit ans dont il fait mention d'un ange gardien venu les libérer de ses mariages. Jawal a donc été tué par cette personne sans avoir de lien avec Garvey.
Reddington se rend à l'hôpital où se trouve Reva, qui se trouve être enceinte. Elle révèle ne pas connaître le nom de la jeune femme ayant abattu son mari, mais qu'en guise de paiement, il lui a donné le nom de Tara Rayburn, adolescente également marié à un homme d'âge mur. Parallèlement, Liz et Aram enquêtent sur la disparition de Tony Mejia et grâce à des caméras de surveillance à l'extérieur du Bureau de Poste, Aram découvre sur l'image l'homme à l'hétérochromie. Liz est surprise de découvrir que l'homme est l'un des nouveaux gardes du corps de Reddington qu'elle a croisée quelques heures auparavant. Hors d'elle, elle part confronter son père, qui lui affirme ne pas l'avoir trahi, ainsi que l'unité, mais que si Garvey était arrêté, il ne récupéra pas le sac. Avec l'aval de Cooper, Liz et Aram partent sur les traces de Mejia, dont ils savent que Red ne l'a pas tué. Ils se rendent dans un aéroport local que Red a utilisé pour mettre le jeune homme dans un avion pour être dans un lieu sécurisé. Mais les deux agents sont tombés dans un piège de Garvey, qui a compris que Liz pourrait être un moyen de pression pour Reddington. Toutefois, Dembe et son équipe, envoyés par Reddington pour surveiller Liz, débarquent et aident la jeune femme et son collègue à fuir les hommes de Garvey.
Samar se rend au lycée de Tara, qui lui apprend le plan pour tuer son mari, concessionnaire automobile. Ressler se rend à la concession de Rayburn et le sauve d'une mort certaine après qu'une voiture suspecte a explosé près de son bureau. Bien que la jeune femme ait réussi à s'enfuir, Ressler parvient à trouver des empreintes de cette dernière, qui permet de l'identifier comme étant Anna-Gracia Duerte, mariée de force jeune et installée sur le territoire américain depuis ses treize ans. Ressler et Samar se rendent au domicile de la licence de mariage d'Anna-Gracia, qui se trouve sur le toit de l'immeuble. Ne pouvant pas s'échapper et suivi par Samar, Anna-Gracia menace de se suicider après avoir parlé à l'agent qu'elle a été violée par un homme d'âge mur au Brésil et que ses parents, voulant couvrir ce viol, l'ont marié de force avec l'homme, qu'elle a tué après quelques années, avant de se lancer à la traque d'hommes mariés à des adolescentes. Samar parvient à la convaincre de se rendre en lui disant qu'elle ferait tout pour l'aider et en racontant l'histoire de sa cousine, mariée de force à un étranger. Touchée par le cas d'Anna-Gracia, Samar parvient à obtenir du procureur à ce que la jeune fille soit jugée en tant qu'enfant et non adulte, pouvant être libre à ses vingt-et-un ans, ce qu'il accepte. Liz retrouve Red qui s'excuse auprès d'elle non pas d'avoir soustrait Tony aux autorités mais de avoir mis la jeune femme en danger en menaçant Gravey s'il s'en prenait à elle, montrant ainsi l'importance qu'elle a à ses yeux. Liz remercie Red de l'avoir sauvé à l'aéroport.
Parallèlement, Aram, après des conseils de Liz et Ressler, offre à Samar la bague de sa grand-mère, bien qu'il craint que ce cadeau soit perçu comme une bague de fiançailles.

### Épisode 18:Zarak Mosadek
- États-Unis /  Canada : 11 avril 2018 sur NBC / City
- France : 18 octobre 2018 sur TF1
- Belgique : 12 décembre 2019 sur Club RTL

- États-Unis : 5,15 millions de téléspectateurs[38] (première diffusion)

- Jonny Coyne (Ian Garvey)
- Bernard White (Zarak Mosadek)
- Fiona Dourif (Lilly)
- Deirdre Lovejoy (Cynthia Panabaker)
- Alia Attallah (Helai)
- Celeste Den (Li Zhao)
- Pierre Epstein (Jean-Philippe Gaspard)

Mateen, fils du ministre de l'intérieur de l'Afghanistan Zarak Mosadek, est enlevé par un groupe de personnes à Paris. À Washington, observant de loin un de ses chargements saisis par la DEA dans sa voiture, Garvey reçoit la visite d'une femme d'origine asiatique et ne s'exprimant qu'en mandarin. Via un traducteur sur son portable, elle menace le marshal après les déconvenues de ces derniers temps et son obsession sur Reddington est mauvais pour les affaires. Au même moment, Cooper reçoit dans son bureau la visite du directeur des affaires internes de la police, qui lui affirme que l'enquête sur Garvey n'a rien donné et que le dossier est fermée. Il refuse que le FBI consulte les dossiers, au grand désarroi de Liz, également présente lors de l'entretien. Liz retrouve Reddington dans un cinéma. Ce dernier lui parle d'une nouvelle piste pour atteindre Garvey grâce au registre récupérée lors de l'affaire Anna-Gracia Duerte : Mosadek est le principal fournisseur en opium du syndicat Nash. Comprenant que Mosadek est la pièce pour pouvoir attaquer Garvey, Reddington s'adjoint les services de Dembe, Ressler et Samar et se rendent à Paris où se trouve le ministre. Liz demande l'aide à Aram pour sa traque de Garvey.
Reddington met au point avec succès un plan pour enlever Mosadek grâce à un contact de confiance de Dembe. Au même moment, Liz convainc un Aram réticent à pirater l'ordinateur portable du directeur des affaires internes pour en savoir plus les allées et venues de Garvey. Tandis qu'Aram fait diversion en feignant un accident de circulation pour occuper le directeur, Liz insère une clé USB pour récupérer les informations sur Garvey avant de quitter les lieux. Liz et Aram ne trouvent pas d'informations compromettantes sur le marshal, à part un trajet de 80 kilomètres à une taverne, où il se rend tous les vendredis. Liz se décide de se rendre à la taverne le jour habituel de Garvey afin de le surveiller. Le jour même, Liz et Aram ne découvrent rien d'important jusqu'à ce qu'ils remarquent qu'il prend dans des bras une des employées de la taverne, Lillian Roth. À Paris, Reddington parle avec Mosadek et comprend qu'il est en ville au sujet du kidnapping de son fils. Il va se servir de cette occasion pour lui demander d'arrêter d'approvisionner Garvey. Il apprend également que Mosadek a été un informateur au service des renseignements américains et que son fils a été enlevé par les Talibans à cause de cela. Enfreignant un ordre de Cynthia Panabaker, Cooper charge Ressler et Navabi d'aider Mosadek a retrouver son fils. La piste les mène dans les catacombes où les Talibans l'attendent avec la rançon, une petite enveloppe contenant des diamants. Reddington retrouve la trace des ravisseurs dans une église et parvient à libérer Mosadek et son fils des mains des Talibans avec l'aide de Ressler et Samar. Mosadek accepte d'organiser un rendez-vous entre Reddington et Garvey. Garvey retrouve la femme d'origine asiatique, qui lui apprend que Mosadek veut le rencontrer sur le territoire américain. En comprenant qu'Aram a demandé conseil à Liz et Ressler concernant la bague, Samar se résout à la rendre, car en ne lui demandant pas de l'épouser, Aram a soulevé d'autres interrogations auxquels ils doivent répondre ensemble.
- Quand Liz retrouve Reddington au cinéma, un extrait du film Gilda de Charles Vidor (1946) est diffusé.
- L'épisode contient, dans sa version originale, quelques dialogues en français.
- Première apparition de Lillian Roth (Fiona Dourif), qui tiendra un rôle récurrent jusqu'au huitième épisode de la sixième saison.

### Épisode 19:Ian Garvey -2epartie
- États-Unis /  Canada : 25 avril 2018 sur NBC / City
- France : 24 octobre 2018 sur TF1
- Belgique : 2 janvier 2020 sur Club RTL

- États-Unis : 5,24 millions de téléspectateurs[39] (première diffusion)

- Jonny Coyne (Ian Garvey)
- Fiona Dourif (Lillian Roth)
- Lenny Venito (Tony Pagliaro)
- Bernard White (Zarak Mosadek)
- John Noble (Raleigh Sinclair III)

Reddington rencontre Zarak Mosadek, qui lui confirme avoir arrêté les approvisionnements en drogue à Garvey et a organisé une rencontre entre les deux hommes afin que Reddington récupère le sac contenant les ossements. Mais Reddington ignore que Mosadek et Garvey ont mis au point un plan secret visant à le tuer durant cette prochaine entrevue. Au même moment, Liz tente de convaincre Lillian de trahir Gravey, mais cette dernière refuse, car elle le considère comme un père de substitution qui l'a protégée depuis tant d'années de Reddington. Avant que Lilly ne quitte l'appartement, Liz pose discrètement un micro sur le manteau de cette dernière. Liz retrouve Reddington, qui lui révèle avoir l'intention d'obtenir les ossements et de s'occuper de Garvey, tout en lui intimant d'arrêter de rechercher le sac. De son côté, Lillian retrouve Garvey et le confronte aux propos de Liz le concernant. Grâce au micro, Aram a enregistré la conversation entre Garvey et Lilly et découvre le plan qu'il a prévu pour éliminer Reddington. Liz prévient Red sur son portable de l'information sans révéler sa source, mais ce dernier raccroche peu après. Red met alors au point un plan avec Raleigh Sinclair III afin de créer un double pour l'entrevue. Bien que dubitatif d'exécuter une tâche en peu de temps, Sinclair se laisse convaincre. Red fait également appel à Tony Pagliaro dans sa tâche. Parallèlement, la relation entre Aram et Samar est tendue et ils se retrouvent sur le point de se séparer.
Le jour de la rencontre, alors que Liz et l'unité du FBI se trouvent déjà en place, Reddington, Mosadek et Garvey se retrouvent chacun de leurs côtés, quand Red fait avouer à Garvey les meurtres de Tom et Singleton. Tout un coup, Garvey abat Mosadek et s'enfuit. Reddington s'enfuit, tandis que le FBI tente de retrouver Garvey. Il s'avère que ce n'est pas Garvey, mais Pagliaro grimé en Garvey, qui a tué Mosadek. Garvey, quant à lui, est retenu par Reddington, qui l'a fait surveiller et piégé, dans le seul but de récupérer le sac. Garvey accepte d'emmener Dembe et lui vers les ossements, mais provoque un accident de voiture. Reddington et Dembe se remettent du choc, mais Garvey est parvenu à s'enfuir.
- Ian Garvey : Conclusion est notable pour n'avoir pas été diffusé à la suite de la première partie.

### Épisode 20:Nicholas T. Moore
- États-Unis /  Canada : 2 mai 2018 sur NBC / City
- France : 25 octobre 2018 sur TF1
- Belgique : 2 janvier 2020 sur Club RTL

- États-Unis : 5,54 millions de téléspectateurs[40] (première diffusion)

- Bob Gunton (Nicholas T. Moore)
- Caroline Lagerfelt (Grandma Vera)
- Fiona Dourif (Lillian Roth)
- Michael Aronov (Smokey Putnum)
- Pruitt Taylor Vince (Lawrence Devlin)
- Stephen Henderson (le docteur Woerner)

Liz rend visite à Red, victime d'une commotion cérébrale consécutif à l'accident de voiture causé par Garvey, pendant sa convalescence et le voit apparemment cacher un article de journal sur l'histoire d'une enfant, Maybelle, retrouvée errante dans la forêt. Convaincues qu'elle a un lien avec Garvey, Liz et l'unité spéciale commencent à enquêter sur cette dernière. Le FBI découvre qu'elle souffre de leucémie mais ne montre aucun signe de traitement par la médecine moderne. Liz et Samar interrogent la fillette, qui insiste pour que tout le monde reste à l'extérieur d'un cercle tracé autour de son lit, car elle ne veut pas être infectée par "La Grande Contagion". Maybelle est enlevée de l'hôpital par un faux infirmier et lorsque Samar tente de l'arrêter, elle est assommée et capturée. Tout en mettant tout en œuvre pour retrouver Samar, l'unité parvient à faire le lien entre Maybelle et Nicholas T. Moore, auteur du roman post-apocalyptique «The Age of Contagion», qui vivait également dans la région et soi-disant porté disparu.

### Épisode 21:Lawrence Dane Devlin
- États-Unis /  Canada : 9 mai 2018 sur NBC / City
- France : 25 octobre 2018 sur TF1
- Belgique : 9 janvier 2020 sur Club RTL

- États-Unis : 4,96 millions de téléspectateurs[41] (première diffusion)

- Pruitt Taylor Vince (Lawrence Dean Devlin)
- Bob Gunton (Nicholas T. Moore)
- Michael Aronov (Joe "Smokey" Putnum)
- José Zúñiga (Gonzales)
- Caroline Lagerfelt (Vera)
- Teddy Coluca (Brimley)

L'unité du FBI interrogent les dirigeants de New Haven afin de retrouver le ravisseur de Samar et connaître son identité, mais ce qu'ils savent c'est que l'homme est spécialisé dans la disparition de corps, notamment de tous ceux qui menaçaient la communauté. Afin de faire parler Moore, Reddington propose les services de Brimley, son expert en torture. Mais le temps amenuisent les chances de Samar et Aram se propose de l'interroger. Mettant les caméras de la salle d'interrogatoire hors service, Aram conclut un marché avec l'homme : lui amener sa Bible stocké dans la salle de preuves. Au même moment, Red obtient une piste concernant le sac grâce à Smokey, envoyé au Costa Rica, tandis que Samar est transportée par son ravisseur en fourgonnette. Elle tente de lui échapper dans la forêt avant d'être reprise, mais a réussi à s'emparer d'un bout de bois. Aram a réussi à obtenir le « nom » de l'homme, Steven Feltmeyer, qui n'est qu'un alias, Moore ne connaissant pas la véritable identité, que seul l'employeur, Julius Hannelore, sait. Red, connaissant Hannelore, part l'interroger. Liz l'accompagne mais attend dehors.

### Épisode 22:Sutton Ross
- États-Unis /  Canada : 16 mai 2018 sur NBC / City
- France : 25 octobre 2018 sur TF1
- Belgique : 9 janvier 2020 sur Club RTL

- États-Unis : 5,18 millions de téléspectateurs[42] (première diffusion)

- Julian Sands (Sutton Ross)
- John Waters (John Waters)
- Fiona Dourif (Lillian Roth)
- Brian Dennehy (Dom Wilkinson)
- Teddy Coluca (Brimley)
- Jordan Gelber (Holt Campbell)

Sutton Ross et ses hommes, se faisant passer pour des agents du FBI, se rendent dans une société de robotiques et dérobent des cartons remplis de dossiers et arrêtent le directeur financier au motif de fraude et blanchiment d'argent. Sauf qu'après avoir quitté les lieux, ils laissent les cartons et ont ligoté le directeur financier. Au même moment, Aram reste au chevet de Samar, toujours hospitalisée, mais s'en prend à l'infirmière responsable de l'agent en raison de la manière de la soigner. Liz, quant à elle, est déterminée coûte que coûte à récupérer le sac avant Reddington. Liz et ses collègues ont réussi à découvrir l'identité de Ross, qui était connu sous le nom de Max Birmingham, ainsi que la spécialité de ce dernier : voler de la technologie pour des entreprises ne voulant pas passer du temps à les développer. L'unité découvre également que Ross avait travaillé pour la Chine afin de vendre les plans d'un avion, mais la Navy l'avait piégé, entraînant l'arrestation de Ross, qui a permis de s'enfuir grâce à Garvey. Au cours de leur enquête, Liz et Ressler apprennent que l'attaque de Ross était une diversion pour dérober des disques durs contenant les informations sur une découverte révolutionnaire de la robotique par le scientifique renommé Ravi Desai.
Tout en étant aux côtés de Samar, Aram, admirateur du travail de Desai, explique à ses collègues les recherches du scientifique et que, grâce aux réseaux sociaux, il les informe que Desai est en vacances avec ses deux enfants et qu'ils se trouvent dans un cinéma. Liz et Ressler s'y rendent, mais Ross les a devancés. Reddington, grâce aux informations du tailleur et du comptable de Ross, retrouve les deux agents. Liz part à la poursuite de Ross, tandis que Reddington la suit et téléphone à la jeune femme, lui intimant de s'arrêter. Mais durant la course-poursuite, Liz a un accident de voiture qui la blesse légèrement. Reddington demande à Dembe de laisser filer Ross pour l'aider. Après avoir vu que Liz, furieuse et étourdie par le choc, s'en est sortie, Red embarque l'homme de Ross que Liz a arrêté et laisse la jeune femme. Grâce au téléphone d'un des hommes de Ross tués durant la confrontation entre les agents, Liz et Ressler découvrent un message contenant des informations pour une rencontre avec deux acheteurs serbes. Après avoir obtenu les mêmes informations de l'homme qu'il a capturé, Reddington se rend au lieu-dit et a la surprise de voir Ressler se faire passer pour un des acheteurs serbes afin de récupérer Desai et ses enfants des mains de Ross. Ross est finalement arrêté par une unité opérationnelle du FBI et est conduit au Bureau de poste.
Ross demande à parler avec Liz seul pendant cinq minutes sans caméras ni enregistrements : il sait qui elle est et connaît le contenu du sac. Pendant ce temps, Reddington insiste auprès de Cooper pour que Ross lui soit livré, sinon il arrêtera sa collaboration avec l'unité. Mais Cooper refuse. Tout à coup, Ross s'attaque à Liz et la prend en otage, demandant aux autres agents de le laisser s'en aller. Ross parvient à s'enfuir avec Liz. Après avoir été réprimandé par Cooper pour mettre la vie de Liz en danger, Reddington reçoit un appel de Ross via le portable de Liz et insiste pour le rencontrer lors d'une réunion. Le jour de la réunion, Reddington est emmené par les hommes de Ross, tandis que d'autres véhicules roulent pour tromper la vigilance les membres de l'unité du FBI et Dembe. Reddington est emmené dans un entrepôt où il se trouve face à Ross, mais aussi face à Liz, qui a été battue. La jeune femme s'excuse auprès de Red à propos de son comportement, mais ce dernier lui dit qu'elle n'a rien à se faire pardonner. Ross, qui se trouve face à celui qui l'a dénoncé aux Chinois lorsqu'il était dans la Navy, se présente avec le sac, tandis que Liz est emmenée par les hommes de Ross dans une autre pièce. Ross lui ordonne de lui dire quel est son contenu. Grâce à ses informations après avoir compris qu'ils ont été leurrés lui et le FBI, Dembe et Aram retrouvent la camionnette ayant emmené Reddington devant l'entrepôt. Alors que Reddington s'apprête à dire la vérité contenant le sac, le FBI débarque et arrête Ross, tout en libérant Reddington qui se précipite auprès de Liz après avoir abattu ses geôliers. Cette dernière, bien qu'ensanglantée et menottée, est saine et sauve et est réconfortée par Red. Alors qu'il est menotté par Ressler, Ross est abattu par Reddington de plusieurs balles, le tuant sur le coup. Ce dernier en profite pour récupérer le sac à la stupéfaction de Cooper et ses hommes. Alors que Red quitte les lieux avec le sac et son secret, Aram reçoit un appel de l'hôpital : Samar est sortie du coma à la plus grande joie d'Aram et accepte de l'épouser. Reddington se rend avec Dembe chez Dom pour brûler les ossements.
- Cet épisode marque l'apparition du réalisateur John Waters dans son propre rôle.
- Ryan Eggold fait une apparition non créditée dans le rôle de Tom Keen à la fin de l'épisode, en apparaissant comme un produit de l'imagination de Liz[43],[44].

## Audiences

### Aux États-Unis
La cinquième saison a été suivi en moyenne par 8,41 millions de téléspectateurs.
| N° d'épisode | Titre original                     | Date de diffusion originale | Taux sur les 18-49 ans (en %) | Taux sur les 18-49 ans (en %) | Taux sur les 18-49 ans (en %) | Audience (en millions de téléspectateurs) | Audience (en millions de téléspectateurs) | Audience (en millions de téléspectateurs) |
| N° d'épisode | Titre original                     | Date de diffusion originale | TV                            | DVR                           | Total                         | TV                                        | DVR                                       | Total                                     |
| ------------ | ---------------------------------- | --------------------------- | ----------------------------- | ----------------------------- | ----------------------------- | ----------------------------------------- | ----------------------------------------- | ----------------------------------------- |
| 1            | Smokey Putnum (No. 30)             | 27 septembre 2017           | 1,1/4                         | 0,8                           | 1,9                           | 6,39                                      | 3,322                                     | 9,710                                     |
| 2            | Greyson Blaise (No. 37)            | 4 octobre 2017              | 1,0/4                         | 0,7                           | 1,7                           | 5,87                                      | 3,221                                     | 9,093                                     |
| 3            | Miss Rebecca Thrall (No. 76)       | 11 octobre 2017             | 1,0/4                         | 0,7                           | 1,7                           | 5,79                                      | 3,047                                     | 8,839                                     |
| 4            | The Endling (No. 44)               | 18 octobre 2017             | 0,9/3                         | 0,8                           | 1,7                           | 5,46                                      | 3,102                                     | 8,565                                     |
| 5            | Ilyas Surkov (No. 54)              | 25 octobre 2017             | 0,8/3                         | 0,7                           | 1,5                           | 5,23                                      | 3,061                                     | 8,292                                     |
| 6            | The Travel Agency (No. 94)         | 1er novembre 2017           | 0,9/3                         | 0,7                           | 1,5                           | 5,25                                      | 2,855                                     | 8,015                                     |
| 7            | The Kilgannon Corporation (No. 48) | 8 novembre 2017             | 0,9/3                         | indeterminé                   | indeterminé                   | 5,04                                      | 3,130                                     | 8,171                                     |
| 8            | Ian Garvey (No. 13)                | 15 novembre 2017            | 0,9/4                         | 0,7                           | 1,6                           | 5,89                                      | 2,903                                     | 8,796                                     |
| 9            | Ruin                               | 3 janvier 2018              | 1,0/4                         | indeterminé                   | indeterminé                   | 6,02                                      | 2,951                                     | 8,975                                     |
| 10           | The Informant (No. 118)            | 10 janvier 2018             | 1,0/4                         | 0,8                           | 1,8                           | 6,16                                      | 3,216                                     | 9,372                                     |
| 11           | Abraham Stern (No. 100)            | 17 janvier 2018             | 1,1/4                         | 0,7                           | 1,8                           | 6,49                                      | 3,029                                     | 9,517                                     |
| 12           | The Cook (No. 56)                  | 31 janvier 2018             | 1,0/4                         | 0,9                           | 1,9                           | 6,11                                      | 3,248                                     | 9,350                                     |
| 13           | The Invisible Hand (No. 63)        | 7 février 2018              | 1,0/4                         | 0,7                           | 1,7                           | 6,35                                      | 3,032                                     | 9,384                                     |
| 14           | Mr. Raleigh Sinclair III (No. 51)  | 28 février 2018             | 0,9/4                         | 0,8                           | 1,7                           | 5,68                                      | 3,322                                     | 9,008                                     |
| 15           | Pattie Sue Edwards (No. 68)        | 7 mars 2018                 | 1,0/4                         | 0,7                           | 1,7                           | 5,69                                      | 3,098                                     | 8,797                                     |
| 16           | The Capricorn Killer (No. 19)      | 14 mars 2018                | 0,9/4                         | 0,6                           | 1,5                           | 5,55                                      | 2,948                                     | 8,495                                     |
| 17           | Anna-Gracia Duerte (No. 25)        | 4 avril 2018                | 0,9/4                         | 0,6                           | 1,5                           | 5,38                                      | 2,887                                     | 8,271                                     |
| 18           | Zarak Mosadek (No. 23)             | 11 avril 2018               | 0,8/4                         | 0,4                           | 1,6                           | 5,15                                      | 2,964                                     | 8,116                                     |
| 19           | Ian Garvey : Conclusion (No. 13)   | 26 avril 2018               | 0,8/3                         | 0,5                           | 1,3                           | 5,24                                      | 2,681                                     | 7,922                                     |
| 20           | Nicholas T. Moore (No. 110)        | 2 mai 2018                  | 0,8/4                         | indeterminé                   | indeterminé                   | 5,54                                      | 2,690                                     | 8,214                                     |
| 21           | Lawrence Dane Devlin (No. 26)      | 9 mai 2018                  | 0,8/3                         | 0,6                           | 1,4                           | 4,96                                      | 2,546                                     | 7,502                                     |
| 22           | Sutton Ross (No. 17)               | 16 mai 2018                 | 0,8/3                         | 0,5                           | 1,3                           | 5,18                                      | 2,639                                     | 7,822                                     |

Légende :
- Plus hauts chiffres d'audience
- Plus bas chiffres d'audience

### En France
Les audiences des épisodes de la cinquième saison ne sont pas connus. Toutefois, les dix-huit épisodes diffusés du 12 septembre au 17 octobre 2018 ont réuni en moyenne 606 000 téléspectateurs, soit une part de marché de 15,9%.